# Hyperolius tornieri
Hyperolius tornieri és una espècie de granota de la família dels hiperòlids que viu a Tanzània.